# Bosna (distrikt)
Bosna (bulgariska: Босна) är ett distrikt i Bulgarien.   Det ligger i kommunen Obsjtina Sitovo och regionen Silistra, i den nordöstra delen av landet, 300 km öster om huvudstaden Sofia.
Trakten runt Bosna består till största delen av jordbruksmark. Runt Bosna är det ganska glesbefolkat, med 40 invånare per kvadratkilometer.